# Giorgi Targamadze
Giorgi Targamadze (en géorgien : გიორგი თარგამაძე - né en 1973) est un journaliste et politicien géorgien. Il fut le président du Mouvement Chrétien-démocrate (en) de 2008 à 2014, qui était le principal parti d’opposition au Parlement de la majorité présidentielle. Avant cela, il fut député entre 1999 et 2003 avec la coalition « Géorgie Unie ».

## Biographie
Giorgi Targamadze est né le 22 novembre 1973, le jour qui précède la Saint Georges en Géorgie, d’où son prénom : « Giorgi ». Il fait ses études supérieures à l’École polygraphique de Nikophore Irbakhi puis intégre l’Université d'État de Tbilissi en 1991, en spécialité journalisme, il en sort diplômé en 1999. Durant cette période d’étude, il dirige notamment le programme « Monitor » de la chaîne télévisée Ibervizia, en 1993, il passe directeur en chef de la Radio du département d’Adjarie puis secrétaire de presse du Conseil suprême de la république autonome d'Adjarie entre 1997 et 1999. À partir de 2003, il travaille en tant que directeur du programme politique de la chaîne Tv « Imedi ». Targamadze obtient un doctorat en sciences sociales en 2011 après avoir rédigé une thèse sur le journalisme moderne à l’Université technique géorgienne.
Depuis 2002, il donne des cours de conférences sur les principes fondamentaux du journalisme à l’Université d'État de Tbilissi.

### Carrière politique
Bien qu’il fasse en parallèle des études, Targamadze s’investit très jeune en politique dû aux tensions politiques dans son pays. En 1999, il est élu au Parlement de Géorgie avec le groupe « Géorgie Unie » jusqu’en 2003. En 2007, à la suite des manifestations de novembre, il décide de quitter le journalisme pour se concentrer pleinement à la politique. Le 8 février 2008, il fonde son parti, le Mouvement Chrétien-démocrate, ce parti participe à ses premières législatives en mai 2008 où il récolte 6 sièges au Parlement géorgien. Lors des élections régionales d’Adjarie en 2010, la parti montre une avancée significative dans les résultats électoraux. À partir de ces élections, son parti et sa coalition « Chrétiens-démocrates » arriveront toujours à obtenir des sièges au Parlement.

### Vie privée
Targamadze est marié avec Tatia Topuria, une critique d’art. Ils ont deux enfants, Tekla et Makine Targamadze.